# Eve (співак)
Eve (нар. 23 травня 1995 ) — японський співак, автор пісень і продюсер.

## Кар'єра
У жовтні 2009 року Eve почав завантажувати кавер-версії пісень на відеохостинг Nico Nico Douga. У серпні 2014 року він самостійно випустив дебютний мініальбом Wonder Word, через рік – студійний альбом Round Robin. У 2016 році співак підписав контракт з лейблом Harapeco Records і випустив альбом Official Number, який посів 35-е місце у щотижневому хіт-параді Oricon.
У 2016 році Eve створив магазин одягу під назвою Harapeco Store і наразі керує, розробляє та продає одяг та аксесуари в стилі унісекс. Eve також керує другим магазином, який називається Eve Official Store, де він продає різні типи товарів, включаючи одяг та аксесуари.
У 2019 році Eve перейшов до Toy's Factory. У червні того ж року вийшла пісня «Yamiyo» (яп. 闇夜, «Темна ніч»), яка стала другою фінальною темою аніме-серіалу Dororo. У жовтні 2020 року співак випустив пісню «Kaikai Kitan» (яп. 廻廻奇譚), що послужила опенінгом аніме Jujutsu Kaisen. У грудні того ж року було видано пісні «Shinkai» (яп. 心海, «Глибоке море») та «Ao no Waltz» (яп. 蒼のワルツ, «Лазурний вальс»), які використовувалися в аніме-фільмі «Її заповітне бажання», причому друга як заключна заставка.
Також у 2020 році Eve почав писати манґу Kara no Kioku (яп. 虚の記憶, «Фальшиві спогади»), яка ілюстрована Newo і публікується в журналі Monthly Comic Gene. Станом на грудень 2022 року було опубліковано три томи манґи. Крім того, з 2022 року співак пише ранобе Inochi no Tabekata (яп. いのちの食べ方, «Спосіб поїдання життя»), станом на травень 2023 року вийшли три томи.
У грудні 2022 року Eve випустив пісню «Fight Song» (яп. ファイトソング, «Бойова пісня»), яка використовувалася як ендінг останньої серії аніме Людина-бензопила. У січні 2023 року було випущено пісню «Bokura no» (яп. ぼくらの, «Наше»), що стала другим опенінгом шостого сезону аніме Boku no Hero Academia.

## Дискографія

### Студійні альбоми
| Назва                                                                            | Деталі альбому                                                                       | Пікові позиції у чартах | Пікові позиції у чартах | Пікові позиції у чартах |
| Назва                                                                            | Деталі альбому                                                                       | JPN                     | JPN Comb                | JPN Hot                 |
| -------------------------------------------------------------------------------- | ------------------------------------------------------------------------------------ | ----------------------- | ----------------------- | ----------------------- |
| Round Robin                                                                      | - Реліз: 16 серпня 2015 - Лейбл: Self-released - Формат: CD, цифрове завантаження    | —                       | —                       | —                       |
| Official Number                                                                  | - Реліз: 19 жовтня 2016 - Лейбл: Harapeco Records - Формат: CD, цифрове завантаження | 35                      | —                       | 99                      |
| Bunka (文化; Culture)                                                            | - Реліз: 13 грудня 2017 - Лейбл: Harapeco Records - Формат: CD, циярове завантаження | 14                      | —                       | 33                      |
| Otogi (おとぎ; Fairy)                                                            | - Реліз: 6 лютого 2019 - Лейбл: Toy's Factory - Формат: CD, цифрове завантаження     | 6                       | 5                       | 4                       |
| Smile                                                                            | - Реліз: 12 February 2020 - Лейбл: Toy's Factory - Формат: CD, цифрове завантаження  | 2                       | 2                       | 3                       |
| Eve Vocaloid 01                                                                  | - Реліз: 9 лютого 2022 - Лейбл: Toy's Factory - Формат: Digital download             | —                       | —                       | —                       |
| Kaizin (廻人; People)                                                            | - Реліз: 16 березня 2022 - Лейбл: Toy's Factory - Формат: CD, цифрове завантаження   | 4                       | 4                       | 5                       |
| «—» релізи, що не потрапили у чарти або не були випущені у відповідних регіонах. |                                                                                      |                         |                         |                         |

### Мініальбоми
| Назва                                                                            | Деталі альбому                                                                       | Пікові позиції у чартах | Пікові позиції у чартах | Пікові позиції у чартах |
| Назва                                                                            | Деталі альбому                                                                       | JPN                     | JPN Comb                | JPN Hot                 |
| -------------------------------------------------------------------------------- | ------------------------------------------------------------------------------------ | ----------------------- | ----------------------- | ----------------------- |
| Wonder Word                                                                      | - Реліз: 17 серпня 2014 - Лейбл: незалежний реліз - Формат: CD, цифрове завантаження | —                       | —                       | —                       |
| Kaikai Kitan/Ao no Waltz (廻廻奇譚 / 蒼のワルツ)                                 | - Реліз: 23 грудня 2020 - Лейбл: Toy's Factory - Формат: CD, цифрове завантаження    | 3                       | 3                       | 3                       |
| Bokurano (ぼくらの)                                                              | - Реліз: 21 березня 2023 - Лейбл: Toy's Factory - Формат: CD, цифрове завантаження   | —                       | —                       | —                       |
| «—» релізи, що не потрапили у чарти або не були випущені у відповідних регіонах. |                                                                                      |                         |                         |                         |

### Колаборації
| Назва                                                                            | Деталі альбому                                                                       | Пікові позиції у чартах | Пікові позиції у чартах |
| Назва                                                                            | Деталі альбому                                                                       | JPN                     | JPN Hot                 |
| -------------------------------------------------------------------------------- | ------------------------------------------------------------------------------------ | ----------------------- | ----------------------- |
| Oyasumi (Good Night) (Eve & Yurin)                                               | - Реліз: 30 грудня 2014 - Лейбл: незалежний реліз - Формат: CD, цифрове завантаження | —                       | —                       |
| Ao (蒼) (Eve × Sou)                                                              | - Реліз: 28 лютого 2018 - Лейбл: Harapeco Records - Формат: CD, цифрове завантаження | 7                       | 11                      |
| «—» релізи, що не потрапили у чарти або не були випущені у відповідних регіонах. |                                                                                      |                         |                         |

### Сингли
| Назва                                                                            | Рік  | Пікові позиції у чартах | Пікові позиції у чартах | Нотатки                                                         | Сертифікації              | Альбом                     |
| Назва                                                                            | Рік  | JPN Comb                | JPN Hot                 | Нотатки                                                         | Сертифікації              | Альбом                     |
| -------------------------------------------------------------------------------- | ---- | ----------------------- | ----------------------- | --------------------------------------------------------------- | ------------------------- | -------------------------- |
| «Nonsense Bungaku» (ナンセンス文学; «Nonsense Literature»)                       | 2017 | —                       | —                       |                                                                 |                           | Bunka                      |
| «Anoko Secret» (あの娘シークレット; «The Secret About That Girl»)                | 2017 | —                       | —                       |                                                                 |                           | Bunka                      |
| «We're Still Underground» (僕らまだアンダーグラウンド)                           | 2018 | —                       | —                       |                                                                 |                           | Otogi                      |
| «Yamiyo» (闇夜; «Dark Night»)                                                    | 2019 | —                       | 31                      | Другий ендінг аніме Dororo (2019).                              |                           | Smile                      |
| «Raison d'être» (レーゾンデートル; «Reason for Being»)                           | 2019 | —                       | 45                      |                                                                 |                           | Smile                      |
| «Shirogane» (白銀; «Silver»)                                                     | 2019 | —                       | 98                      |                                                                 |                           | Smile                      |
| «Kokoro Yohō» (心予報; «Heart Forecast»)                                         | 2020 | 50                      | —                       |                                                                 |                           | Smile                      |
| «Kaikai Kitan» (廻廻奇譚; «Circumference Kitan»)                                 | 2020 | 7                       | 7                       | 1-ий опенінг 1 сезону аніме Jujutsu Kaisen.                     | - RIAJ: 3× Platinum (Ст.) | Kaikai Kitan / Ao no Waltz |
| «Promise» (約束)                                                                 | 2020 | —                       | —                       |                                                                 |                           | Kaikai Kitan / Ao no Waltz |
| «Shinkai» (心海)                                                                 | 2020 | —                       | —                       | Саундтрек до аніме-фільму Josee, the Tiger and the Fish (2020). |                           | Kaikai Kitan / Ao no Waltz |
| «Ao no Waltz» (蒼のワルツ)                                                       | 2020 | —                       | —                       | Ендінг до аніме-фільму Josee, the Tiger and the Fish (2020).    |                           | Kaikai Kitan / Ao no Waltz |
| «Heikousen» (平行線; «Parallel Lines»)                                           | 2021 | —                       | —                       |                                                                 |                           | Сингли поза альбомом       |
| «Yoru wa Honoka» (夜は仄か; «Faint at Night»)                                    | 2021 | —                       | 54                      |                                                                 |                           | Kaizin                     |
| «White Snow» (白雪)                                                              | 2022 | —                       | —                       |                                                                 |                           | Bokurano                   |
| «Fight Song» (ファイトソング)                                                    | 2022 | 29                      | 26                      | 12-ий ендінг до аніме Людина-бензопила.                         |                           | В очікуванні               |
| «Bokurano» (ぼくらの; «Our»)                                                     | 2023 | 5                       | 42                      | Другий опенінг до 6 сезону аніме My Hero Academia.              |                           | Bokurano                   |
| «Boukenroku» (冒険録; «Adventure Log»)                                           | 2023 | -                       | -                       |                                                                 |                           | В очікуванні               |
| «Hanaarashi» (花嵐; «Flower Storm»)                                              | 2023 | -                       | -                       |                                                                 |                           | В очікуванні               |
| «Touhikou» (逃避行)                                                              | 2023 | -                       | -                       |                                                                 |                           | В очікуванні               |
| «—» релізи, що не потрапили у чарти або не були випущені у відповідних регіонах. |      |                         |                         |                                                                 |                           |                            |

## Нагороди та номінації
| Рік  | Церемонія                 | Категорія             | Номінант                  | Результат | Прим.  |
| ---- | ------------------------- | --------------------- | ------------------------- | --------- | ------ |
| 2020 | Space Shower Music Awards | Best Animation Video  | «We're Still Underground» | Перемога  | [ 28 ] |
| 2020 | Crunchyroll Anime Awards  | Best Opening Sequence | «Kaikai Kitan»            | Номінація | [ 29 ] |
| 2021 | MTV Europe Music Awards   | Best Japanese Act     | Eve                       | Номінація | [ 30 ] |

## Нотатки
1. ↑  Чарт Oricon Combined Albums Chart був започаткований 24 грудня 2018.
2. ↑  Чарт Oricon Combined Albums Chart було започатковано 24 грудня 2018.
3. ↑  Чарт Oricon Combined Singles Chart був започаткований 24 грудня 2018.